# Metasyrphus corollae
Metasyrphus corollae là một loài ruồi trong họ Ruồi giả ong (Syrphidae). Loài này được Fabricius mô tả khoa học đầu tiên năm 1794. Metasyrphus corollae phân bố ở miền Đông phương